# 豊田市立大沼小学校
豊田市立大沼小学校（とよたしりつ おおぬましょうがっこう）は、愛知県豊田市大沼町にある公立小学校。

## 概要
- 校区は大沼町であり、公立中学校に進学する場合は豊田市立下山中学校へ進学する[1]。
- 旧・東加茂郡下山村の小学校であった。
- 現在の校舎は2011年2月に完成したものであり、校地は豊田市立下山中学校と同じである。1962年から2011年までの校地は、愛知県豊田市大沼町八沢118-1（現・下山地区場外離着陸場）であった。

## 沿革
- 1873年（明治6年）
  - 3月8日 - 東大沼村に童義校が開校する。等順寺[注釈 1]を仮校舎とする。
  - 3月16日 - 柵沢村に分校として童義校分校を設置する。
  - 12月 - 第9中学区第53番小学東大沼小児学校に改称する。洞樹院[注釈 2]を仮校舎とする。
- 1875年（明治8年）12月 -
  - 第9中学区第110番小学大沼学校に改称する。東大沼村字越田和10[注釈 3]に校舎を新築し、移転する。
  - 童義校分校と下山学校が合併し、下山学校となる。
- 1882年（明治15年）3月 - 東大沼村字八沢105[注釈 4]に校舎を新築し、移転する。
- 1887年（明治20年） - 尋常小学大沼学校に改称する。
- 1889年（明治22年）10月1日 - 東大沼村と花沢村が合併し、大沼村が発足する。
- 1892年（明治25年） - 大沼尋常小学校に改称する。
- 1894年（明治27年） - 高等科を設置し、大沼尋常高等小学校に改称する。
- 1905年（明治39年）5月1日 - 下山村、大沼村、富義村が合併し、下山村が発足。同日大沼村は廃止。
- 1916年（大正5年）9月 - 現在地（大沼町青木）に校舎が完成し、移転する。
- 1920年（大正9年）4月 - 高等小学校の補習科を設置する。
- 1935年（昭和10年）9月 - 青年学校を併設する。
- 1941年（昭和16年）4月1日 - 大沼国民学校に改称する。
- 1947年（昭和22年）4月1日 - 下山村立大沼小学校に改称する。
- 1962年（昭和37年）3月 - 下山村大沼町八沢[注釈 5]に校舎が完成し、移転する。
- 2005年（平成17年）4月1日 - 下山村が豊田市へ編入される。同時に豊田市立大沼小学校に改称する。
- 2006年（平成18年） - 1962年完成の校舎の耐震性の問題のため、豊田市大沼町青木の豊田市立下山中学校の運動場内に仮設校舎を建設し、移転する。
- 2011年（平成23年）
  - 2月18日 - 現在地の豊田市大沼町青木に下山中学校に隣接して新校舎が完成する。
  - 3月1日 - 新校舎での授業を開始する。

## 交通アクセス
- 名鉄バス大沼線「業務センター前」バス停より徒歩約10分。

名鉄東岡崎駅より【19系統】【20系統】「大沼」行。
- とよたおいでんバス【10系統】下山・豊田線「根崎」もしくは「業務センター前」バス停より徒歩約10分。

## 周辺施設
- 豊田市立下山中学校　※同一校地。
- 大沼こども園
- 豊田市役所下山支所